# Costa del Sol

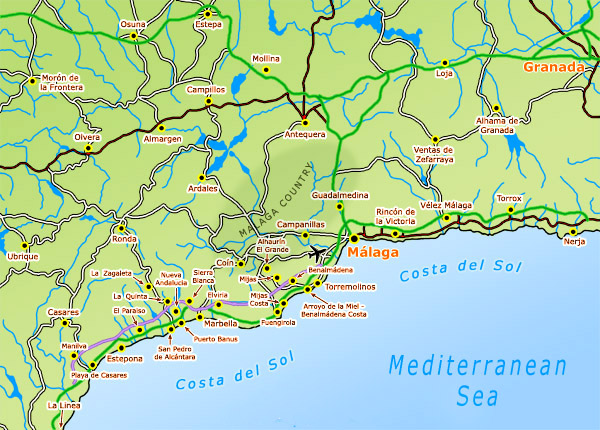
Mapa da Costa del Sol

A Costa del Sol é uma região turística do sul de Espanha, na província de Málaga, na comunidade autónoma da Andaluzia. A área está limitada a leste pela província de Granada e a oeste com província de Cádiz, ao longo de 150 km de costa mediterrânica.
Na década de 1950 começou o auge do turismo internacional e desde então é um destino destino popular para estrangeiros, principalmente britânicos, alemães, escandinavos e franceses. A consequência disto é o espetacular desenvolvimento económico e demográfico de toda a região.
Esta comarca é constituída por duas comarcas : a Costa del Sol Ocidental e a Costa del Sol Oriental, sendo a capital e o centro de ambas a cidade de Málaga, um dos destinos turísticos chave da economia espanhola.
A região dispõe de uma grande oferta hoteleira e de lazer, tanto de sol e praia como rural, mais de 70 campos de golfe, três parques zoológicos, um parque de atrações (Tivoli), etc.

## Municípios
A Costa del Sol é composta pelos seguintes municípios, listados de Este a Oeste:
- Nerja
- Torrox
- Vélez-Málaga
- Rincón de la Victoria
- Málaga
- Torremolinos
- Benalmádena
- Fuengirola
- Mijas
- Marbella
- Estepona
- Manilva